# Lithosia
Lithosia is een geslacht van vlinders uit de familie van de spinneruilen (Erebidae).

## Soorten
- L. amoyca Daniel, 1954
- L. atroradiata Walker, 1864
- L. atuntseica Daniel, 1954
- L. clarivenata Reich, 1937
- L. colonoides Kiriakoff, 1963
- L. chekiangica Daniel, 1954
- L. chrysargyrea Kiriakoff, 1963
- L. eburneola Turati, 1933
- L. formosicola Matsumura, 1927
- L. fukienica Daniel, 1954
- L. gynaegrapha de Joan, 1930
- L. horishanella Matsumura, 1927
- L. hunanica Daniel, 1954
- L. innshanica Daniel, 1939
- L. insolata Dannatt, 1929
- L. karenkona Matsumura, 1930
- L. likiangica Daniel, 1954
- L. lungtanica Daniel, 1954
- L. magnata Matsumura, 1927
- L. minima Daniel, 1954
- L. pavescens Daniel, 1954
- L. postmaculosa Matsumura, 1927

- L. pseudocomplana Daniel, 1939
- L. quadra (Linnaeus, 1758) - viervlakvlinder
- L. ranrunensis Matsumura, 1927
- L. ratonella Matsumura, 1927
- L. rhyparodactyla Kiriakoff, 1963
- L. saitonis Matsumura, 1927
- L. sakia Matsumura, 1927
- L. subcosteola Druce, 1899
- L. szetchuana Sterneck, 1938
- L. taishanica Daniel, 1954
- L. taiwanella Matsumura, 1927
- L. tienmushanica Daniel, 1954
- L. tomponis Matsumura, 1927
- L. uniformeola Daniel, 1954
- L. usuguronis Matsumura, 1927